# Hæringsfell
Hæringsfell är en kulle i republiken Island. Den ligger i regionen Suðurland, 110 km öster om huvudstaden Reykjavík. Toppen på Hæringsfell är 529 meter över havet, eller 69 meter över den omgivande terrängen. Bredden vid basen är 1,0 km.
Trakten runt Hæringsfell är nära nog obefolkad, med mindre än två invånare per kvadratkilometer. Närmaste större samhälle är Hvolsvöllur, omkring 19 kilometer väster om Hæringsfell. Trakten runt Hæringsfell består i huvudsak av gräsmarker.